# 皇徳寺 (鹿児島市)
皇徳寺（こうとくじ）は薩摩国谿山郡谷山郷山田村（現 鹿児島県鹿児島市山田町）にあった曹洞宗の寺院。
鹿児島市の町名「皇徳寺台」はこの寺院名に由来している。

## 歴史

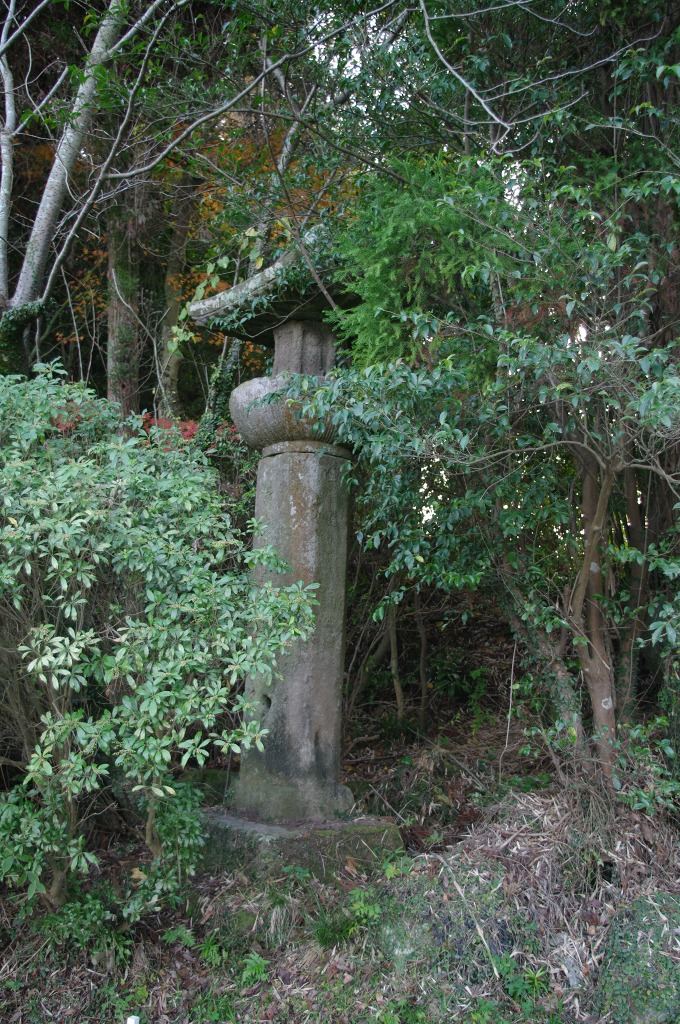
皇徳寺跡地の石物

南北朝時代、後醍醐天皇の皇子・征西将軍宮懐良親王によって御所ヶ原に建てられた「皇立寺」が起源とされる。懐良親王が亡くなると、南朝方の武将であった薩摩平氏の国人・谷山忠高によって親王の位牌を報じる菩提寺として移転し「永谷山皇徳寺」と改名した。
鹿児島県内の曹洞宗寺院は福昌寺末寺が多いが、ここは総本山の永平寺直轄の末寺であり寺格も高かった。しかし明治2年の廃仏毀釈で廃寺となり、全山破壊された。現在は歴代住職の墓と仁王像ぐらいしか残っていない。島津義弘の子息で文禄の役で夭折した島津久保の菩提寺でもあった。